# Laurent de Brunhoff
Laurent de Brunhoff, född 30 augusti 1925 i Paris, död 22 mars 2024 i Key West, Florida, var en fransk tecknare och författare, son till Jean de Brunhoff som skapade Babar 1931. Efter faderns död tog Laurent de Brunhoff över som författare för Babar-serien. Han bodde under senare tid i USA.